# Hermann Jacobsohn

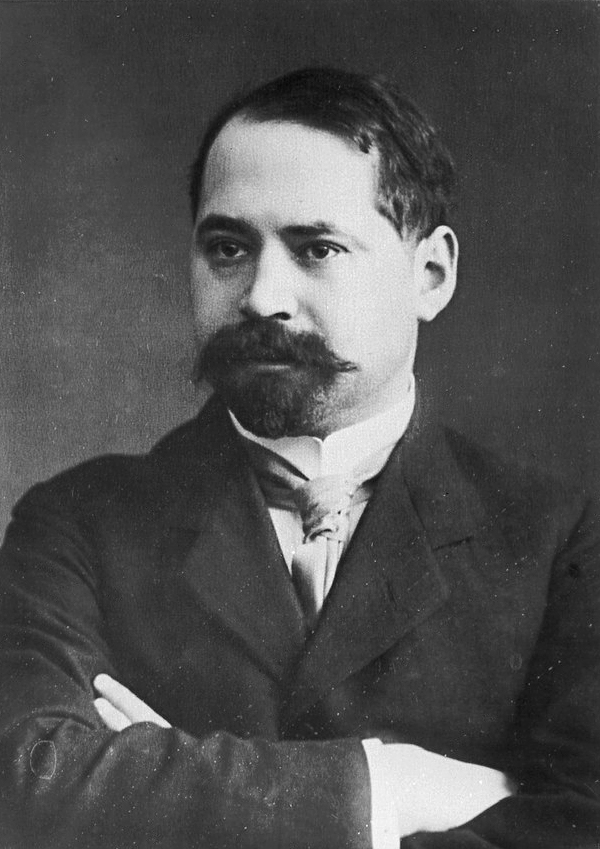
Hermann Jacobsohn

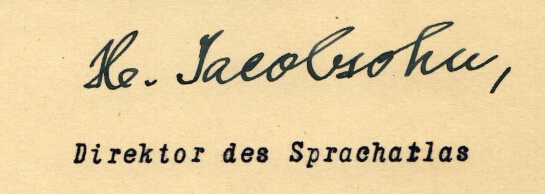
Unterschrift von Hermann Jacobsohn in einem Brief vom 22. Oktober 1932 an Albert Bachmann

Hermann Jacobsohn (* 30. August 1879 in Lüneburg; † 27. April 1933 in Marburg) war ein deutscher Sprachwissenschaftler und Universitätsprofessor.

## Leben

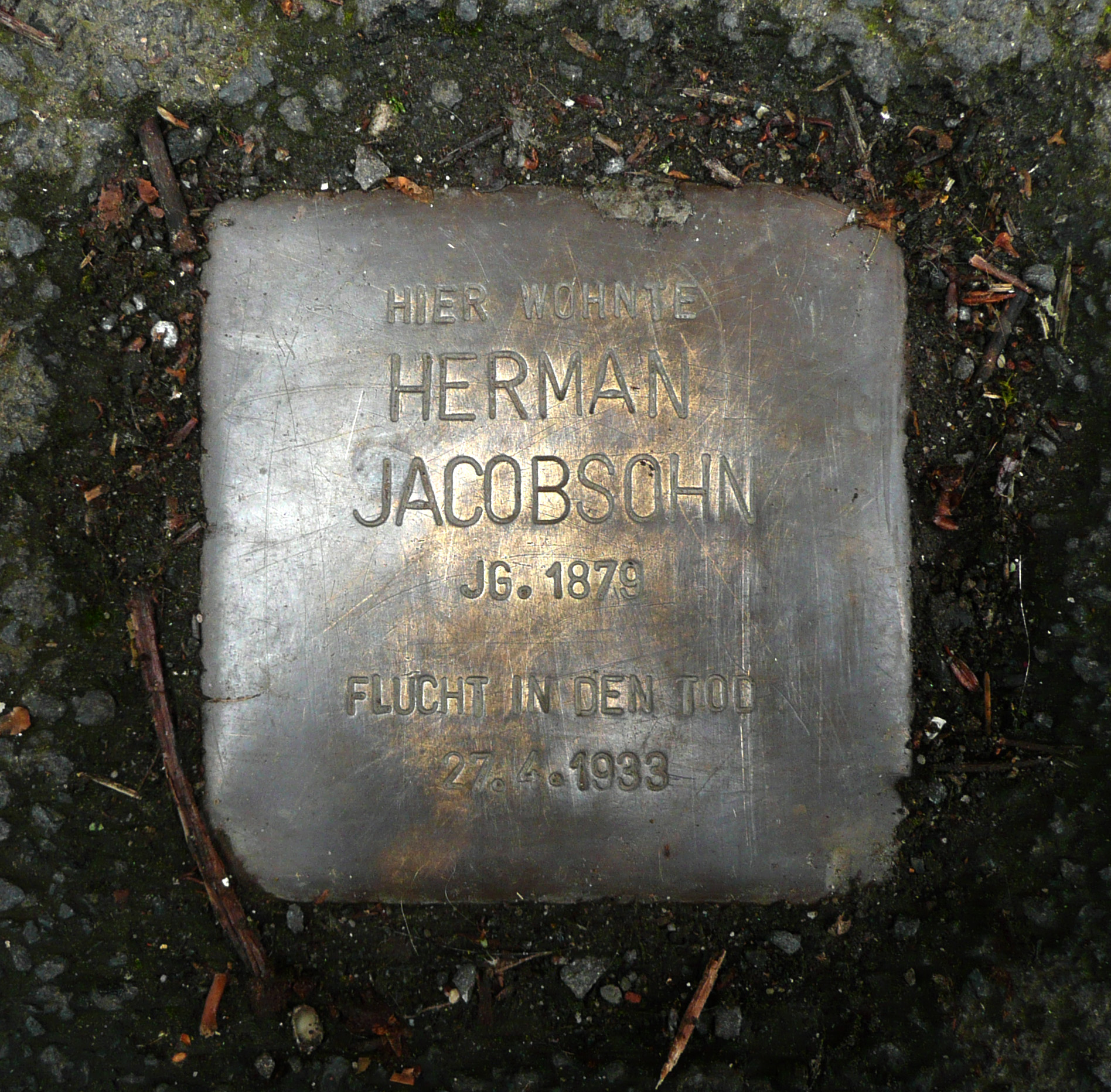
Stolperstein in der Schückingstraße 24 in Marburg

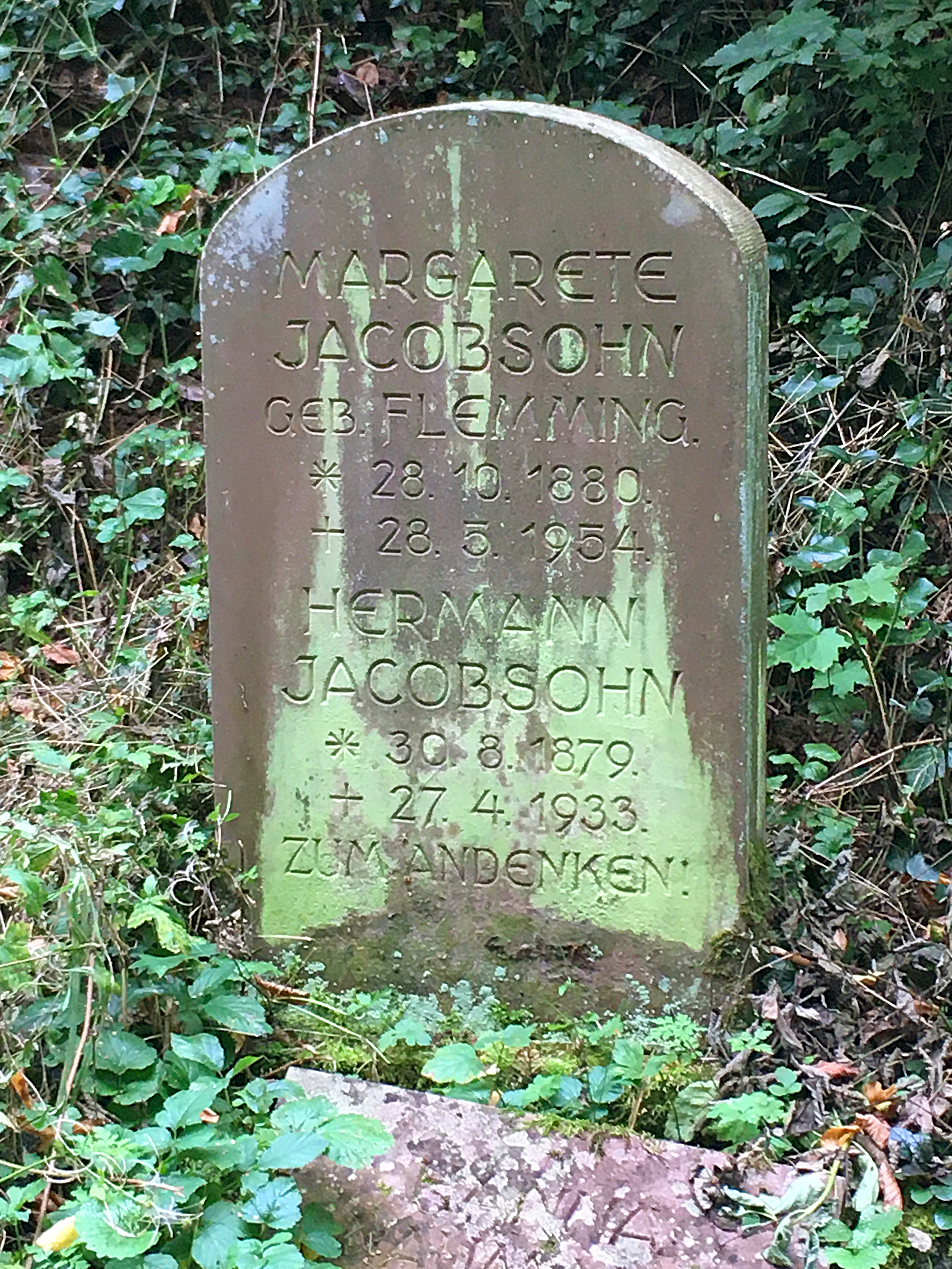
Grabstein auf dem Hauptfriedhof in Marburg

Nach Abitur, Studium der Altphilologie und Indogermanistik in Freiburg im Breisgau, Berlin und Göttingen promovierte Jacobsohn und habilitierte sich in München. Er gehörte der Burschenschaft Neogermania Berlin im ADB an. Von 1904 bis 1911 war er, unter anderem als Etymologe, am Thesaurus linguae Latinae tätig. 1911 trat er eine Stelle als außerordentlicher Professor für vergleichende Sprachwissenschaft in Marburg an.
Am Ersten Weltkrieg nahm Jacobsohn als Dolmetscher teil; seine Tätigkeit brachte ihn in Kontakt mit russischen Kriegsgefangenen, deren Sprachen (u. a. Russisch, Karelisch, Estnisch) er studierte. Darüber hinaus widmete er sich in Vorträgen Fragen der russischen und ukrainischen Geschichte und Politik. In der Weimarer Republik war er Mitglied der DDP.
1922 wurde Jacobsohn zum ordentlichen Professor berufen. 1928 hielt er Vorträge an der Akademie der Wissenschaften in Helsinki und wurde im selben Jahr Dekan seiner Fakultät. Ein Jahr später wurde ihm kommissarisch die Leitung des Deutschen Sprachatlas übertragen.
Am 25. April 1933 wurde Jacobsohn auf Grund des zweieinhalb Wochen zuvor erlassenen Berufsbeamtengesetzes, durch welches Juden vom Staatsdienst ausgeschlossen wurden, entlassen. Zwei Tage später warf er sich am Marburger Südbahnhof vor einen Zug. Hermann Jacobsohn wurde in seiner Geburtsstadt Lüneburg auf dem jüdischen Friedhof bestattet, der 1938 vollkommen zerstört wurde.

## Familie
Hermann Jacobsohn war ein Sohn des Bankiers Moritz Jacobsohn und war verheiratet mit Margarethe Flemming. Zwei seiner Schwestern wurden Opfer des Holocaust. Sein Sohn Helmuth Jacobsohn (1906–1994) begründete an der Marburger Universität die Ägyptologie.

## Würdigung
Der ihm zu Ehren benannte Hermann-Jacobsohn-Weg in Marburg ist eine Seitenstraße der Weintrautstraße. Es ist dies die Straße, in der sich Jacobsohn das Leben nahm. Zufällig war hier späterhin der Deutsche Sprachatlas über viele Jahre hinweg ansässig.

## Werke (Auswahl)
- Quaestiones Plautinae metricae et grammaticae, 1904
- Altitalische Inschriften, 1910
- Russlands Entwicklung und die ukrainische Frage, 1916
- Arier und Ugrofinnen, 1922